# 葛利斯293
葛利斯293（Gliese 293），或稱為L 97-12、WD 0752-676、LHS 34，是一顆地球附近的白矮星，是位於飛魚座的單一白矮星。

## 距離
葛利斯293可能是距離地球第九近的白矮星，比它更接近地球的白矮星由近至遠有天狼星B、南河三B、范马南星、葛利斯440、波江座40B、Stein 2051 B、GJ 1221和LP 658-2（不過白矮星GJ 1087、葛利斯518和葛利斯915可能比葛利斯293更接近地球；而葛利斯915可能性較低）。葛利斯293的三角視差量測資料有耶魯視差目錄（Yale Parallax Catalog，YPC）和之後在托洛洛山美洲际天文台以口徑0.9公尺望遠鏡進行更精確的托洛洛山美洲際天文台視差調查（CTIOPI）。
葛利斯293視差量測
| 來源         | 論文                             | 視差（mas）   | 距離（pc）  | 距離（ly）   | 參考資料 |
| ------------ | -------------------------------- | ------------- | ----------- | ------------ | -------- |
| YPC          | van Altena et al., 1995          | 141.2 ± 8.4   | 7.08 ± 0.42 | 23.10 ± 1.37 | [ 5 ]    |
| CTIOPI 0.9 m | TSN-21 (Subasavage et al., 2009) | 126.25 ± 1.34 | 7.92 ± 0.08 | 25.83 ± 0.27 | [ 2 ]    |

## 物理性質
葛利斯293的質量是太陽的0.59 ± 0.01倍，表面重力是108.00 ± 0.02 cm·s−2，或者是地球表面重力的10.2萬倍，因此可估算出半徑為8887公里，即地球的1.39倍。
葛利斯293的表面溫度為5700 ± 90 K，與太陽表面溫度接近。它的冷卻年齡，即形成白矮星以後所經過的時間為26.5 ± 1.0億年。儘管它被分類為「白矮星」，其顏色卻是與太陽相近的黃色。